# 아마 아산테
아마 아산테(영어: Amma Asante, 1969년 9월 13일 ~ )는 영국의 영화 감독이다.

## 출연 작품
- 웨어 핸즈 터치 (2018)
- 오직 사랑뿐 (2016)
- 벨 (2013)
- 삶의 한 방식 (2004)